# 加爾加諾國家公園
加爾加諾國家公園（義大利語：Parco nazionale del Gargano)是位於義大利南部福賈省的一個國家公園。除了加爾加諾地區之外，伊索萊特雷米蒂也被劃入加爾佳諾國家公園的範圍內。
41°48′22″N 15°55′30″E / 41.80611°N 15.92500°E